# Antic Col·legi dels Pares Escolapis (Castellar del Vallès)
L'Antic Col·legi dels Pares Escolapis és un edifici del municipi de Castellar del Vallès (Vallès Occidental) que forma part de l'Inventari del Patrimoni Arquitectònic de Catalunya.

## Descripció
L'antic edifici dels pares Escolapis a Castellar és actualment, i des de l'any 1944, utilitzat com a caserna de la Guàrdia Civil. L'edifici és cantoner i es compon de planta baixa i pis, amb un gran pati central a l'interior. El disseny de la façana presenta la sobrietat pròpia dels mestres d'obres, l'ornamentació és austera i en destaca l'emmarcament de les obertures de la planta amb unes senzilles motllures. La façana sembla haver estat remodelada, i semblen més greus les modificacions internes. El treball del ferro forjat és senzill; s'utilitzen motius geomètrics en l'ornamentació.

## Història
A finals del segle XIX, principis del XX es construïren a expenses de la marquesa de Castellar, Emilia Carles, vídua de Tolrà, els col·legis dels Pares Escolapis que comptaven també amb una capella adjunta, dedicada a la Mare de Déu de Montserrat. L'any 1936, arran de la Guerra Civil espanyola, els pares foren expulsats de l'edifici, que es convertí amb magatzem i oficines del Sindicat de Pagesos al llarg de tota la guerra. Durant algun temps l'antic edifici dels Escolapis, després d'alguna reforma interna, existí el Col·legi Verdaguer, on s'impartia el primer ensenyament i classes nocturnes per a obrers. L'any 1944 s'instal·là la caserna de la Guàrdia Civil, que pertany a la 412 comandància de Manresa. L'edifici que mantingué aquest ús fins avui dia, patí remodelacions internes per tal d'allotjar les dependències de la caserna i les residències dels guàrdies.